# Inger Lut Debois
Inger Merete Lut Debois (født 15. juli 1931 i Vejle, død 2015) var en dansk maler. Hendes forældre var major Svend Halvor Andersen og bibliotekar Rigmor Marie Andersen. Inger Lut Debois giftede sig i 1952 med maleren, grafikeren og fotografen Sven Arne Debois Hansen, f. i Reykjavik, Island. Datteren, maleren Jette Debois, blev født i1956.

## Kunstnerisk virke
Inger Lut Debois blev uddannet på Kunstakademiet i København 1951-1956, på malerskolerne hos Kræsten Iversen og William Scharff. Begge professorer arbejdede figurativt, og Lut Debois´ tidlige billeder bevægede sig i en videreførelse af figurationen med koloristiske kompositioner med skildringer af mennesker. Herfra udviklede hendes værker sig mere abstrakt ekspressivt, med en "fin lyrisk tone, trods nogle af akvarellernes mere alvorlige motiver. Noget djærvt, næsten nordisk i lyset, som også rakte tilbage i en fin dansk maleritradition", som indehaveren af Gallerie Dahl, Ole Andreas Dahl, udtrykte det i forordet til kataloget til en udstilling i 2001.
Inger Lut Debois udstillede i kunstnergruppen SE på Charlottenborg, sammen med blandt andre malerne Helga Bruun de Neergaard, Maria H. Olafsdottir og Alfred Jensen. Som noget specielt kunne publikum ikke bare betragte værkerne og købe dem, men også leje dem for 20 kr. pr. billede og have dem hængende i hjemmet en måned.
IC3-toget Thyra Danebod blev udsmykket af Inger Lut Debois i 1992. I den forbindelse udtalte hun til Lokalavisen, Jelling: "Mit udgangspunkt har været en togtur, og jeg er blevet inspireret af natur, landskaber og blomster. Billederne skal ikke holdes inden for rammerne, men danse videre med det landskab, som toget kører igennem!"
Inger Lut Debois deltog med maleri og akvarel i mange gruppeudstillinger af forskellig karakter, blandt andet i en længere årrække som medlem af kunstnersammenslutningen "Den Nordiske" i Den Fries Udstillings Bygning, og i flere sammenhænge sammen med andre medlemmer af Kvindelige Kunstneres Samfund. Separatudstillingen i 2006 i Møstings Hus på Frederiksberg blev anmeldt af Finn Hermann, som blandt andet skrev: "Fællesnævner for de fleste af de udstillede værker synes at være erindringsspor - de spor, rejsen afsætter på nethinden, genopdyrket i forenklet form hjemme i atelieret som "primitive" tegn, måneder eller år efter selve synsoplevelsen, og fastholdt i al deres flygtighed."
JANUS - Vestjyllands Kunstbygning i Tistrup viste i 2019 udstillingen "Anna og Inger får besøg af Else og Kirsten". Her sammenstilledes fire kvindelige malere, med vidt forskellige udtryk: Anna Klindt Sørensen, Inger Lut Debois, Else Alfelt og Kirsten Kjær. Fælles for dem var, at de alle havde virket på forskellig vis for ligestilling for kvindelige kunstnere.

## Organisatorisk virke
Forbedringen af billedkunstnernes forhold, herunder ikke mindst kvindernes, lå Inger Lut Debois meget på sinde. Samtidig havde hun skarpt øje for kunstnerisk kvalitet og deltog i mange år som censor og og som medlem af Akademiets jury fra 1990.
I 1966 blev hun optaget som medlem af Kvindelige Kunstneres Samfund (KKS). Hun blev hurtigt valgt ind i bestyrelsen for foreningen. Dermed lærte hun "at formulere sine tanker og at fremføre dem i større forsamlinger. Det var vigtigt, for en del af KKS´ strategi var at få valgt kvinder ind i betydende kunstnerorganisationer. På den måde kunne kvinder opnå indflydelse og fremme deres interesser ved uddeling af legater og i arbejdet for at gøre kvinders kunst synlig ved blandt andet at arbejde for udstillingsmuligheder."
Inger Lut Debois efterfulgte maleren Gudrun Poulsen som formand for foreningen i 1992; en post hun besad til år 2000. Hun videreførte Gudrun Poulsens linje med at samle foreningens medlemmer om det faglige arbejde og medlemsarrangementerne, samtidig med at hun intensiverede arbejdet for medlemsudstillingerne. Fra 1974 havde hun været formand for foreningens udstillingsudvalg.

### Stillinger og hverv
- 1972-73, 1975, 1977-78 Censor på Charlottenborg Forårsudstilling[1]
- 1972-2002 Medlem af Akademiet.[12]
- 1975-1981 Medlem af bestyrelsen for Charlottenborgs Forårsudstilling og Charlottenborgs Efterårsudstilling

## Udstillinger
- 1960-1961 Kunstnernes Efterårsudstilling

- 1962-1965, 1968-1969, 1971-1972, 1974-1975, 1983-1985

- 1968-1971 SE

- 1976 og 1991 jubilæumsudstillinger med Kvindelige Kunstneres Samfund i NIKOLAJ

- 1977 Akvareludstilling, Skovgaard Museet

- 1981-1985 Vinduet

- 1982 Grænselandsudstillingen

- 1985 Charlottenborgs Efterårsudstilling

- 1987-1992 Den Nordiske
- 1988 og 1992 Schloss Charlottenborg, Kleine Orangerie, Berlin
- 1995 Kvindemuseet i Danmark
- 1996 og 2000 Nordisk Akvarel Annuale
- 1999 Kunstbygningen i Vrå
- 2000 Smyghamn, Trelleborg Sverige
- 2003 Portalen
- 2006 De 4 i Galleri North[13]

### Separatudstillinger
- 1966 Bachs Kunsthandel, København

- 1976 Kunstnernes egen Kunsthandel, København

- 1967, 1979 Dansk Centralbibliotek for Sydslesvig, Flensborg

- 1977 Køge Galleriet

- 1977-1978 Charlottenborg

- 1980 Thorasminde, Bagsværd

- 1981 Den Fries Udstillingsbygning (sammen med Lise Ring, Karin Tholstrup og Tusta Wefring

- 1983, 1985, 1988, 1991 Gallerie Dahl, København

- 1989 Bell Free Gallery, København

- 1990 Billedværkstedet, Brovst

- 2006 Møstings Hus, Frederiksberg

- 2019 JANUS - Vestjyllands Kunstmuseum (sammen med Anna Klindt Sørensen, Else Alfelt og Kirsten Kjær)

## Værker i offentlig eje
- I parken (1978 København Kommunes Kulturfond)
- Forår ( 1985 København Kommunes Kulturfond)
- Akvareller (1983 Statens Kunstfond)
- Akvarel (1983 Sønderborg Museum)
- Legende (1988 Statens Kunstfond)

## Stipendier og hæder
- 1954 Gerda Iversens Legat

- 1955 Ole Haslunds Kunstnerlegat

- 1985 Alfred Benzons Præmie

- 1988 Anne Marie Telmanyis, født Carl Nielsens Legat

- 1981 Henry Heerups Hæderspris